# Kadashman-Harbe II
 (mars 2011).
Si vous disposez d'ouvrages ou d'articles de référence ou si vous connaissez des sites web de qualité traitant du thème abordé ici, merci de compléter l'article en donnant les références utiles à sa vérifiabilité et en les liant à la section « Notes et références ».
Kadashman-Harbe II est un roi de Babylone qui a régné seulement une année en 1223 av. J.-C. Il dirige la Babylonie pour le compte du roi assyrien Tukulti-Ninurta Ier qui avait pris Babylone en 1225. Les détails du règne de Kadashman-Harbe ne sont pas connus, mais il prend place dans une période heurtée marquée par des raids élamites en Basse Mésopotamie et des désirs de révolte visant à secouer la domination assyrienne.